# The rub and spare change
The rub and spare change is een studioalbum van een jazzensemble rond Michael Formanek. Die contrabassist speelde op tal van albums mee, maar zijn eigen platenarsenaal bleef beperkt. Vanaf 1998 was er een stilte op albums, die slechts onderbroken werd door het meespelen op andermans albums. In 2009 dook hij met zijn vriend Tim Berne de Charlestown Road Studio te Hampton (New Jersey) in om een album op te nemen met alleen maar zijn eigen composities. De uitgave werd gevolgd door een aantal optredens. 
De critici vonden het over het algemeen een goed album, met als uitschieter het nummer Tonal suite, waarin de heren in hun improvisatie het de anderen af en toe moeilijk maken om vervolgens weer in een hecht samenspel verder te gaan. 

## Musici
- Michael Formanek – contrabas
- Tim Berne – altsaxofoon
- Craig Taborn – piano
- Gerald Cleaver – slagwerk

## Muziek
Alle van Formanek

| Nr. | Titel                    | Duur  |
| --- | ------------------------ | ----- |
| 1.  | Twenty three notes       | 8:32  |
| 2.  | The rub and spare change | 8:24  |
| 3.  | Inside the box           | 9:50  |
| 4.  | Jack’s last call         | 7:27  |
| 5.  | Tonal suite              | 17:10 |
| 6.  | Too big to fall          | 9:17  |